# Papaver lasiothrix
Papaver lasiothrix är en vallmoväxtart som beskrevs av Friedrich Karl Georg Fedde. Papaver lasiothrix ingår i släktet vallmor, och familjen vallmoväxter. Inga underarter finns listade i Catalogue of Life.